# Utrine, Banatul de Nord
Utrine (maghiară Törökfalu) este o localitate în partea de NE a Serbiei, în Districtul Banatul de Nord din Voivodina. Populația majoritară este de etnie maghiară.